# David Miklos
David Miklos (San Antonio, Texas; 8 de agosto de 1970) es un escritor, editor y profesor mexicano. Es Licenciado en Relaciones Internacionales por la Universidad Iberoamericana (México) y se desempeña como profesor asociado en la División de Historia del Centro de Investigación y Docencia Económicas (CIDE), en la Ciudad de México. Creó y dirigió la revista de creación y crítica literaria Cuaderno Salmón (2006–2008). Es director de ISTOR, Revista de Historia Internacional en la División de Historia del CIDE. Ingresó al Sistema Nacional de Creadores de Arte (FONCA/Secretaría de Cultura) en 2008. 

## Obras
- La piel muerta. Novela (México: Tusquets, 2005).[3]
- La gente extraña. Novela (México: Tusquets, 2006).[4]
- La hermana falsa. Novela (México: Tusquets, 2008).[5]
- La vida triestina. Relato (México: Libros Magenta, 2010); 2ª edición como La vida en Trieste, (México: Nieve de Chamoy 2016).[6][7]
- Brama. Novela (México: Tusquets, 2012); 1ª reimpresión (2014); 1ª edición en Maxi edición conmemorativa 20 años de Tusquets México (2016).[8][9]
- No tendrás rostro. Novela (México: Tusquets, 2013); 2ª edición como No tendrás rostro / Countenance (versión en inglés de Tanya Huntington; Monterrey: Argonáutica, 2018).[10][11]
- El abrazo de Cthulhu. Narrativa (México: Textofilia, 2013).[12]
- Dorada. Novela (México: Tusquets, 2014).[13]
- Miramar. Novela (México: Textofilia, 2014).[14]
- Debris. Novela (versión en inglés de Tanya Huntington; Houston: Literal Publishing, 2016).[15]
- La pampa imposible. Novela (México: Literatura Random House, 2017).[16]
- Residuos. Novela (México: Dharma Books, 2020; reescritura y unificación de La piel muerta, La gente extraña y La hermana falsa).[17]
- Paseos del río. Ensayo (México: Festina, 2020).[18]
- Tierra. Novela (México: Gato Blanco, 2023).[19]

### Ediciones a su cargo
- VV.AA. Una ciudad mejor que esta. Antología de nuevos narradores mexicanos (México: Tusquets, 1999; selección y prólogo de David Miklos).[20]
- VV.AA. Estática doméstica: Tres generaciones de cuentistas peruanos (1951-1981) (México: Universidad Nacional Autónoma de México, 2005; selección y prólogo de David Miklos).[21]
- VV.AA. 22 Voces. Narrativa mexicana joven, Vols. 1 y 2 (México: Malaletra, 2015 y 2016; selección y prólogo de David Miklos).[22]
- VV.AA. En camas separadas. Historia y literatura en el México del siglo XX (México: Tusquets/CIDE, 2016; selección y prólogo de David Miklos).[23]